# Burgwall Altentreptow
Der Burgwall Altentreptow war ein  slawischer Burgwall. Er befand sich auf dem Gebiet der Altstadt von Altentreptow im Landkreis Mecklenburgische Seenplatte.
Im Jahre 1128 christianisierte Otto von Bamberg die slawischen Adligen von Tribetow. Man ließ einen alten heidnischen Tempel abreißen und errichtete an derselben Stelle eine erste Holzkirche. Diese wurde später abgerissen und in Stein ersetzt. Mit dieser Überlieferung ist aber nicht, wie fälschlicherweise verbreitet, der heutige Ort Altentreptow gemeint! Die Überlieferung bezieht sich auf Treptow an der Rega im heutigen Polen. Vermutlich lag der Burgwall von Altentreptow an der Stelle der Petrikirche.
Um 1190 oder 1191 stifteten die adeligen Liutizen Heinrich und Borts (Boris), Söhne des Rannus (Ramno), dem Ort ein frühdeutsches Kloster, das auf dem damals noch als Marienberg bezeichneten Klosterberg errichtet wurde und bis 1239 dort bestand. Einige Feldsteine kann man noch am Plateaurand beobachten, die wahrscheinlich von der Klosteranlage stammen.